# 結合契約
結合契約(德語：Verbundene Verträge)為增進契約訂立時的便利性，將數個並無連帶關係的契約定於同一契約書上的契約類型，屬無名契約(非典型契約)的一種，結合契約中的各契約皆不須依賴的其他契約即能獨立存在，契約整體亦不需各契約相互依存就能成立。例如房屋的買賣和整修契約訂立於同一契約書上。